# 2009 en Autriche
Chronologie de l'Autriche
- 2005
- 2006
- 2007
- 2008
- 2009
- 2010
- 2011
- 2012
- 2013

Cet article présente les faits marquants de l'année 2009 en Autriche.

## Chronologie

### Janvier 2009
- Jeudi 1er janvier 2009 :

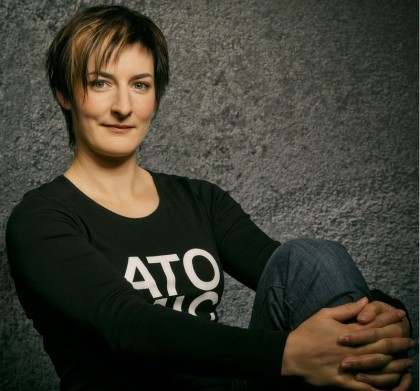
Kathrin Zettel
(janvier 2009)

  - La ville de Linz devient capitale européenne de la Culture pour 2009 avec Vilnius. Conçu par le Suisse Martin Heller et doté d'un budget de 68 millions d'euros, le programme de Linz-2009 prévoit 220 manifestations au cours de l'année, en association notamment avec le festival d'art vidéo local Ars Electronica.
  - Décès de l'écrivain Johannes Mario Simmel (84 ans) dans sa maison de retraite de Zoug en Suisse. L'une de ses œuvres les plus connues, « On n'a pas toujours du caviar », a été vendue à 30 millions d'exemplaires. Ses livres ont été traduits dans plus de 30 langues pour un tirage cumulé d'environ 73 millions d'exemplaires.

- Vendredi 9 janvier 2009 : Accord signé entre l'organisme allemand chargé de récupérer les avoirs de l'ex-RDA (BvS) et le Parti communiste autrichien (KPÖ) sur la restitution du trésor de guerre de l'ancienne société d'import-export est-allemande Novum à savoir 240 millions d'euros (plus les intérêts). Cette société commerciale appartenait à l'ancien parti frère est-allemand SED. Le KPÖ va reverser à l'État allemand 120 millions d'euros mettant ainsi un terme à un marathon juridique vieux de plus de quinze ans. Le KPÖ  avait obtenu gain de cause en 1996 devant le tribunal administratif de Berlin, mais la cour d'appel administrative de Berlin avait estimé en 2003 que la société appartenait au SED, une décision confirmée en dernière instance en 2006.

- Mercredi 28 janvier 2009 : La police autrichienne a arrêté six Tchétchènes suspectés d'être impliqués dans l'assassinat le 13 janvier à Vienne d'un opposant au président tchétchène pro-russe Ramzan Kadyrov.

### Février 2009
- Vendredi 6 février 2009 : L'Autrichienne Kathrin Zettel obtient la médaille d'or du super-combiné aux championnats du monde de ski alpin, à Val-d'Isère (France), devant la jeune Suissesse Lara Gut (17 ans) et une autre Autrichienne Elisabeth Görgl.

- Mercredi 11 février 2009 : Des médias pakistanais, disant s'appuyer sur les résultats préliminaires de l'enquête d'Islamabad sur les attentats qui avaient fait 165 victimes à Bombay fin novembre, affirment que ceux-ci ont été coordonnés depuis l'Autriche. Le ministère autrichien des Affaires étrangères indique  ne disposer d'aucun élément permettant d'accréditer cette hypothèse  : « Nous ne disposons d'aucun élément justifiant l'ouverture d'une enquête. Nous n'avons pas été informés [de ces allégations] par le Pakistan ou par l'Inde et a fortiori n'avons pas fait l'objet d'une demande d'enquête ».

### Mars 2009
- Vendredi 13 mars 2009 : La compagnie aérienne Austrian Airlines (AUA), en cours de rachat par l'allemand Lufthansa,  annonce une perte nette 2008 de  429,5 millions d'euros.

- Samedi 14 mars 2009 :
  - Ouverture du procès devant la cour d'assises de Sankt-Pölten, de Josef Fritzl (73 ans), qui a séquestré et abusé de sa fille pendant 24 ans dans une cave à Amstetten. Il plaide coupable de la plupart des faits qui lui sont reprochés, soit les faits de séquestration, de viol, d'inceste et de contrainte aggravée, mais conteste le chef d'homicide par non-assistance à personne en danger d'un des sept enfants de l'inceste nés dans la cave. Ce chef d'accusation est le seul qui expose l'accusé à une peine de prison à vie, la peine maximale encourue sinon étant de 15 ans.
  - Les autorités mènent la plus importante opération jamais montée contre des réseaux en ligne de pornographie infantile, en coordination avec plusieurs pays : quelque 935  personnes ont pu être identifiées grâce aux fichiers d'un site croate. Au cours de l'opération 99  photos d'enfants ont été retrouvées. Dans certaines maisons ont été trouvés  de la drogue et des armes. Parmi les inculpées figurent quelques enseignants et certains des pédomanes sont  déjà connus des services de police.

- Lundi 16 mars 2009 : Ouverture à huis clos du procès, devant la cour d'assises de Sankt Pöltende, de Josef Fritzl (73 ans), qui a séquestré et violé sa fille Elisabeth durant 24 ans dans sa cave, au cours desquels elle a eu sept enfants. Il est accusé d'homicide par non-assistance sur un nourrisson, d'esclavagisme, de viol, de séquestration, de menaces aggravées et d'inceste. Il plaide « coupable » de viols, séquestration et inceste, des accusations passibles de peines non cumulables allant d'un an à 15 ans de prison, mais « non coupable » de meurtre et d'esclavage. L'enquête judiciaire de près de sept mois a établi qu'Elisabeth avait été enlevée à l'âge de 18 ans le 29 août 1984 par son père, alors âgé de 49 ans. Il a fait croire à une fugue de l'adolescente qui aurait rejoint une secte. En réalité, il voulait constituer une seconde famille entièrement à sa merci, enfermée dans un réduit aménagé dans le sous-sol de sa maison.

- Mercredi 18 mars 2009 : Josef Fritzl, qui a séquestré et violé sa fille pendant 24 ans, reconnaît désormais sa culpabilité pour tous les chefs d'accusation, y compris la mort d'un enfant de l'inceste, opérant ainsi un spectaculaire revirement au troisième jour de son procès.

- Jeudi 19 mars 2009 : Josef Fritzl est condamné à la prison à vie et placé en internement psychiatrique par la cour d'assises de Sankt-Pölten pour séquestration et viol de sa fille Elisabeth pendant 24 ans, ainsi que pour le meurtre d'un bébé né de l'inceste par non-assistance à personne en danger.

### Avril 2009
- Jeudi 2 avril 2009 :
  - Dans le cadre de l'affaire de dopage qui secoue le monde du sport en Autriche, 3 nouvelles personnes sont arrêtées, accusés d'avoir fourni des produits dopants à des sportifs et ont été placés en détention provisoire. Elles rejoignent en prison l'ancien entraîneur de la Fédération de ski Walter Mayer, au cœur de scandales de dopage aux JO de Salt Lake City en 2002 et de Turin en 2006, et l'ancien manageur du cycliste Stefan Matschiner.
  - Un banquier de la haute société autrichienne, Julius Meinl V (49 ans), de nationalité britannique, président du conseil de surveillance de la banque d'affaires Meinl Bank et propriétaire de l'épicerie de luxe de Vienne, arrêté dans une affaire d'escroquerie et d'abus de confiance, verse une caution de 100 millions d'euros pour tenter d'échapper à la détention provisoire. À l'initiative de l'Autorité de régulation des marchés financiers (FMA), le banquier fait l'objet depuis deux ans d'une enquête pour des faits d'escroquerie et d'abus de confiance dans la gestion d'une des filiales de la Meinl Bank, spécialisée dans l'immobilier. Une autre filiale gère des aéroports et une troisième est active dans le secteur de l'énergie.

- Lundi 20 avril 2009 : Nouveau procès pour l'éditeur Gerd Honsik (67 ans), extradé d'Espagne en 2007, qui doit répondre de négationnisme aggravé. Il encourt 20 ans de prison en raison de « la dangerosité particulière » de ses écrits, selon l'acte d'accusation qui le considère comme « un chef de file du révisionnisme » dans le monde. Il lui est reproché d'avoir nié l'existence des chambres à gaz et de l'Holocauste nazi dans des écrits publiés entre 1987 et 2003. Il purge actuellement une peine de 18 mois de prison prononcée il y a 17 ans pour des faits similaires commis entre 1986 et 1989 et confirmée en décembre 2007 par la Cour d'appel de Vienne.

- Lundi 27 avril 2009  : l'auteur néo-nazi et négationniste, Gerd Honsik (67 ans), est condamné à 5 ans de prison ferme pour récidive dans la négation de l'existence des chambres à gaz et de  l'Holocauste nazi dans des écrits publiés entre  1987 et 2003. Le Procureur a souligné que Gerd Honsik n'était « pas un petit nazi quelconque, mais un chef de  file du révisionnisme » dans le monde.

### Mai 2009
- Dimanche 3 mai 2009,  Tyrol : Une avalanche survenue dans la station de Sölden (massif du Schalfkogel) cause la mort de 6 personnes.

- Lundi 18 mai 2009 : La police autrichienne annonce avoir saisi 25 kilos d'héroïne en trois affaires et arrêté trois femmes soupçonnées d'avoir importé la drogue des Pays-Bas.

- Dimanche 24 mai 2009 : Une trentaine de personnes ont été blessées dont 9 grièvement, lors d'une querelle religieuse dans un temple de la communauté Sikh de Vienne. Les six agresseurs armés ont été arrêtés. Quelque 200 personnes assistaient à la cérémonie lorsque l'affrontement a éclaté. La communauté sikh, dont les hommes portent traditionnellement le turban et un poignard à la ceinture, compte une dizaine de milliers de membres en Autriche et 25 millions dans le monde, la majorité vivant dans le nord de l'Inde[1].

### Juin 2009
- Dimanche 7 juin 2009 : Le parti conservateur ÖVP, avec 29,7 % des voix (-3,6 pts, 6 eurodéputés), est en tête des élections européennes en Autriche devant les sociaux-démocrates du SPÖ (23,8 %, 4 eurodéputés) du chancelier Werner Faymann, qui subissent une déroute historique. L'eurosceptique Hans-Peter Martin, soutenu activement par le plus grand quotidien du pays le Kronen Zeitung, obtient 17,9 % (3 eurodéputés). L'extrême-droite est aussi en hausse, avec le FPÖ de Hans-Christian Strache avec 13,1 % (+ 7,8 pts, 2 eurodéputés) et le nouveau BZÖ du défunt Jörg Haider avec 4,7 %. Le parti écologiste Die Grünen est lui aussi en recul à 9,5 % (-3,4 pts, 2 eurodéputés). La participation s'est montée à 42,4 %[2].

### Juillet 2009
- Vendredi 10 juillet 2009 : Une écologiste de 38 ans, Helene Jarmer, sourde et muette, diplômée de l'université de Washington DC en langue des signes américaine, devient députée au parlement en remplacement de sa compatriote Ulrike Lunacek qui a été élue le 7 juin dernier au Parlement européen. Elle milite activement pour l'intégration des sourds et muets dans la société autrichienne et en particulier dans le système scolaire depuis une dizaine d'années et a notamment créé un site internet d'information spécialisé. Elle est la troisième élue sourde et muette en Europe à siéger dans une assemblée, après l'élection du conservateur hongrois Ádám Kósa au parlement européen et celle de l'indépendantiste belge flamande Helga Stevens qui siège au parlement flamand[3].

- Jeudi 23 juillet 2009 : La Fondation internationale Mozarteum de Salzbourg annonce avoir identifié deux compositions, depuis longtemps en sa possession, comme des œuvres jusqu'à présent inconnues de Wolfgang Amadeus Mozart. Les deux œuvres musicales seront jouées le 2 août devant la presse.

- Jeudi 30 juillet 2009 : Le groupe industriel allemand Siemens annonce la suppression de 1.600 emplois dont un millier en Autriche, alors qu'il fait face à un effondrement de  ses commandes, le coût de la restructuration sera de 100 millions d'euros.